# Tropius
Tropius és una de les espècies que apareixen a la franquícia Pokémon. És de tipus planta i volador.
Comic Book Resources classifica Torkoal en segon lloc en la llista de pitjors Pokémon afegits a New Pokémon Snap en forma de contingut descarregable.